# FC Barcelona Museum
De FC Barcelona museum (Catalaans: Museu del FC Barcelona) werd ingewijd op 24 september 1984 onder het voorzitterschap van Josep Lluís Nuñez. In 2000 werd het museum omgedoopt tot President Nuñez museum (Museu President Núñez) onder het voorzitterschap van zijn opvolger, Joan Gaspart. Op 15 juni 2010 is het museum heropend na een lange herstructurering. De herstructurering verdeelde het museum over drie aparte secties met een 3D-bioscoop, audiovisuele touch-screen, en informatie over de geschiedenis van FC Barcelona.
Het eerste deel bevat een verzameling van foto's, documenten en trofeeën die de geschiedenis van de club op een interactieve glazen wand te detailleren, de bezoekers raken schermen aan en zien allerlei informatie op een muur. De glazen wand, uitgerust met lasertechnologie, geeft de gebruiker feedback via video, afbeeldingen en muziek.
Het tweede deel is een particuliere kunstcollectie permanent tentoongesteld in het museum dat werk exposeert door lokale kunstenaars als Dalí, Miró en Tàpies.
Het derde deel, de Futbolart Collection, toont verschillende voetbal memorabilia uit de hele geschiedenis van de club, waaronder een trofee-kamer met elke trofee (of een replica daarvan) die de club ooit heeft gewonnen. Het museum beslaat 3.500 vierkante meter en trekt 1,2 miljoen bezoekers per jaar.